# Nana Dzagnidze
Nana Dzagnidze (Kutaisi, 1 de janeiro de 1987) é uma enxadrista georgiana que detém o título de Grande Mestre pela FIDE.
Sua melhor posição no ranking da FIDE foi o 3º lugar do ranking feminino em setembro de 2015.

## Carreira
Dzagnidze venceu a seção Feminina Sub 12 do Campeonato Mundial Juvenil de Xadrez em 1999. Ela também ganhou a medalha de ouro no Campeonato Mundial Feminino Sub 20 em 2003.
Em julho de 2010, ela venceu a quarta etapa da série FIDE Women's Grand Prix em Jermuk, que fez parte do ciclo do Campeonato Mundial Feminino de Xadrez de 2011.  Ela venceu sete jogos e empatou quatro, no torneio round-robin de onze rodadas.
Em 2017, ela venceu o Campeonato Europeu Individual Feminino em Riga e o Campeonato Mundial Feminino de Xadrez Blitz em Riade.

### Competições por equipes
Dzagnidze jogou pela seleção georgiana nas Olimpíadas Femininas de Xadrez, no Campeonato Mundial Feminino de Xadrez por Equipes e no Campeonato Europeu Feminino de Xadrez por Equipes. Sua equipe conquistou a medalha de ouro em Dresden em 2008; ela marcou 7/10 pontos. Em 2014, na Olimpíada de Xadrez Feminino em Tromsø, Noruega, Dzanidze conquistou a medalha de ouro individual como melhor jogadora a bordo do tabuleiro 1, à frente de Hou Yifan. No Campeonato Mundial Feminino por Equipes, ela conquistou a medalha de bronze por equipe em 2011 e 2017. No Campeonato Europeu Feminino por Equipes, a Geórgia conquistou a medalha de prata em 2005, 2009 e 2017. 
Conquistou a medalha de bronze no primeiro tabuleiro na Olimpíada de Xadrez de Budapeste, Hungria.

## Jogos de Destaque
Alexandr Fier vs Nana Dzagnidze - Queen's Indian Defense: Fianchetto. Nimzowitsch Variation Quiet Line